# Enrique Kossi
Enrique Kossi né sous le nom de Enrique Kozlowski à Buenos Aires le 31 décembre 1930 , mort à Buenos Aires le 23 juillet 2007, est un acteur argentin qui interprète souvent au cinéma et à la télévision, des personnages troubles et maléfiques.
Kossi  débute dans les années 1940 en tant que membre d'un trio d'acrobates puis patineur au Palacio de Aluminio. En 1956, il est convoqué par Leo Fleider pour jouer un petit rôle dans Amor a primera vista, auquel participèrent Osvaldo Miranda et Nelly Láinez. Il joue ensuite des seconds rôles dans des films tels que La casa del Ángel ou Alfonsina. En 1958, il participe brièvement à la production uruguayenne-argentine Rosaura a las diez, et se fera connaître en jouant avec María Luisa Robledo et Juan Verdaguer, avec qui, il obtiendra un succès reconnu,

## Filmographie
- Delito de corrupción (1991)
- La bailanta (1988)
- Luna caliente (1985)
- Sucedió en el fantástico Circo Tihany (1981)
- Los superagentes y la gran aventura del oro (1980)
- La aventura explosiva (1976)
- Juan Manuel de Rosas (1972)
- Ahorro y préstamo para el amor (1965)
- Aconcagua (rescate heroico) (1964)
- Lindor Covas, el cimarrón (1963)
- Interpol llamando a Río (1962)
- Mate Cosido (1962)
- Rebelde con causa (1961)
- El crack (1960)
- Los acusados (1960)
- En la ardiente oscuridad (1959)
- Mi esqueleto (1959)
- La caída (1959)
- Procesado 1040 (1958)
- Detrás de un largo muro (1958)
- Rosaura a las diez (1958)
- El hombre y su noche (inédit - 1958)
- Alfonsina (1957)
- Fantoche (1957)
- La casa del ángel (1957)
- Amor a primera vista (1956)